# Pierre Charial
Pierre Charial (* 1943 in Lyon) ist ein französischer Spieler der Drehorgel, der das Instrument für die Neue Musik und den Jazz erschlossen hat.

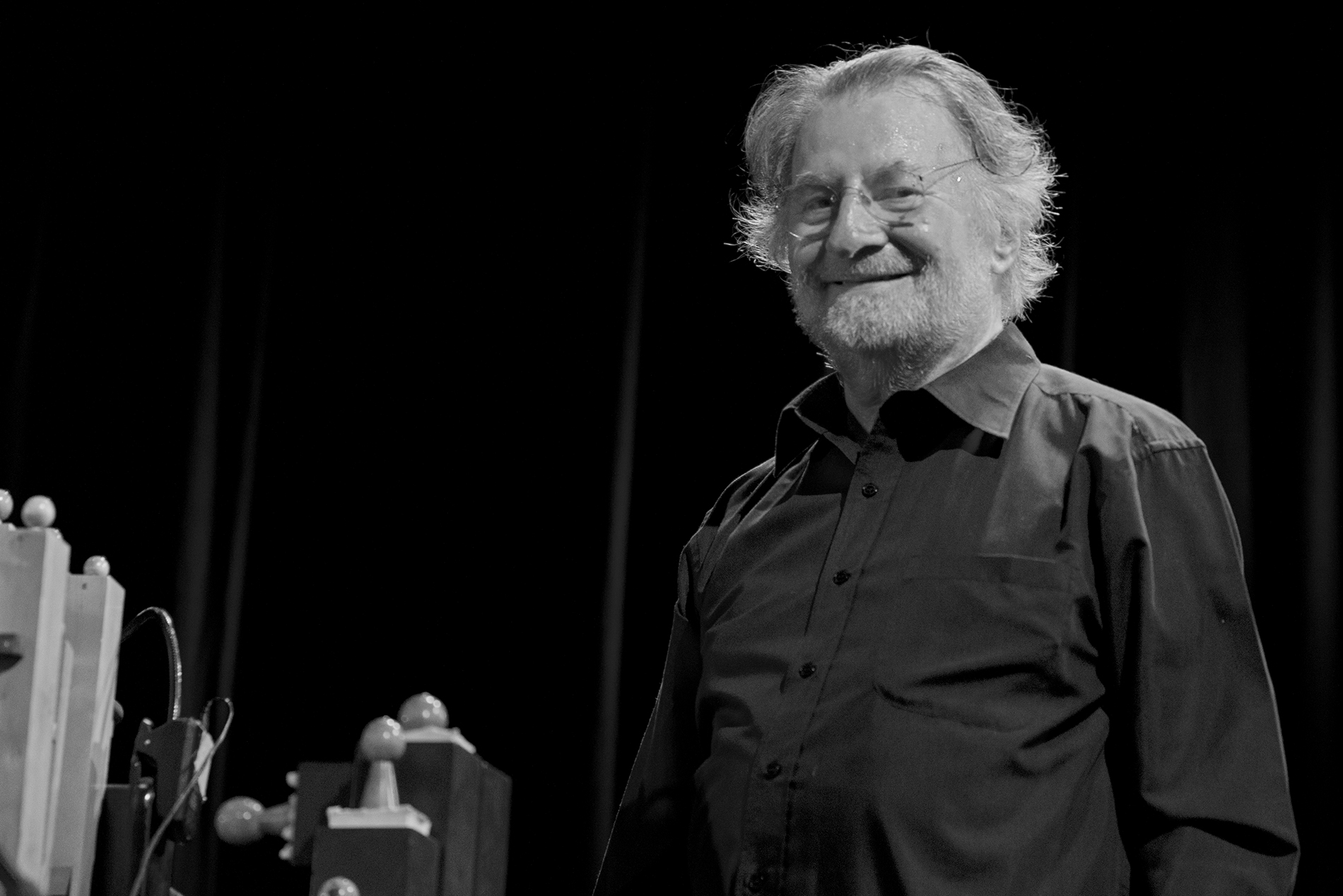
Pierre Charial 2014 im Stadtgarten Köln

## Leben
Charial absolvierte am Konservatorium in seiner Geburtsstadt ein Studium von Klavier, Fagott und Komposition. 1975 beendete er seine Laufbahn als klassischer Berufsmusiker, nachdem er 1974 die Drehorgel entdeckte. 1983 gründete er die Vereinigung Musique Mécanique Paris mit den Zielen der Recherche, der Gestaltung und der Aufführung von mechanischer Musik. Charial spielt ein 42-töniges Instrument mit 156 Pfeifen und drei Registern, eine Sonderanfertigung des Drehorgelbauers André Odin. Weiterhin stanzte er selbst Lochkarten mit Werken nicht nur von Johann Sebastian Bach, Wolfgang Amadeus Mozart, Ludwig van Beethoven oder Jean Françaix, sondern auch von Luciano Berio, Iannis Xenakis, Conlon Nancarrow und György Ligeti, um diese Werke alleine, mit Françoise Terrioux oder in Kammerensembles zur Aufführung zu bringen. Marius Constant hat ihm das erste Konzert für Drehorgel und Sinfonieorchester geschrieben. In Zusammenarbeit mit Martial Solal entstand eine Pièce de rechange pour orgue mécanique. Für seine Debütplatte Hors Gabarit (1985) adaptierte Charial so unterschiedliche Kompositionen wie Chick Coreas Spain, Mike Mainieris Oops oder einen Walzer von Igor Strawinsky. Seit den 1990er Jahren arbeitete er auch mit Michael Riessler (mit dem er 1993 auf den Donaueschinger Musiktagen auftrat), Sylvie Courvoisier, Jean-Jacques Birgé, Gérald Genty und Michel Godard.

## Diskografische Hinweise
- Hors Gabarit (Label Nocturne, 1985)
- Michel Godard: Aborigène (Hopi, 1993)
- György Ligeti: Mechanical Music (Sony, 1995)
- Sylvie Courvoisier: Y2K (Enja, 1999)
- Sabine Meyer: Paris Mécanique (Marsyas, 2004)
- Nicolas Montier invite Pierre Charial: Swing de barbarie (Frémeaux et Associés, 2011)
- Michael Riessler: Big Circle (Intuition, 2012; Preis der deutschen Schallplattenkritik)